# Shay Porat
Shay Porat (1985) is een Israëlisch schaker in de klasse internationaal meester. Zijn FIDE-rating bedraagt 2464 (februari 2010).